# Guizhou FC
Guizhou F.C. (traditionell chinesisch: 貴州足球俱樂部) ist ein chinesischer Fußballverein, der aktuell in der höchsten chinesischen Liga, der Chinese Super League, spielt. Der Verein hat seinen Sitz in Guiyang, Guizhou. Die erste Mannschaft trägt seine Heimspiele im Guiyang Olympic Sports Center aus. Das Stadion hat eine Kapazität von 52.888 Plätzen. Die aktuellen Besitzer des Vereins sind Guizhou Hengfeng Albert Real Estate Development Co., Ltd., Guizhou Zhicheng Enterprise Group Investment Co., Ltd. und das Guizhou Provincial Sports Bureau.

## Geschichte
Am 18. Februar 2005 wurde der Verein von Guizhou Provincial Sports Bureau und Guizhou Zhicheng Enterprise Group Investment Co., Ltd. übernommen und wieder im chinesischen Fußball etabliert, nachdem man die Lizenzgebühren von 600.000 Yuán an die Chinese Football Association bezahlte.
Am 28. Mai 2013 holte man mit dem Niederländer Arie Schans einen ausländischen Trainer. Mit Schans hatte die Mannschaft einen schlechten Saisonstart mit einer Serie von 14 Spielen ohne Sieg. Dies sorgte dafür, dass der Verein in die zweite Liga abstieg.
In der Saison 2014 holte man Zhang Jun als Trainer. Jun erreichte mit der Mannschaft den 3. Platz in der zweithöchsten chinesischen Spielklasse. Durch die überraschende Auflösung des damaligen Zweitplatzierten der China League One Shenyang Zhongze F.C. wurde ein Aufstiegsplatz frei, den Guizhou erhielt. Am Anfang der Saison 2015 holte man Chen Mao als Trainer. Mit Mao erreichte man zum ersten Mal in der Vereinsgeschichte den Klassenerhalt.
2015 meldete die Guizhou Hengfeng Albert Real Estate Development Co., Ltd. (贵州恒丰伟业房地产开发有限公司) Interesse am Kauf der Aktienmehrheit an. Dies wurde am 8. Januar 2016 vollzogen. Um auf den neuen Vereinsnamen Guizhou Hengfeng Zhicheng F.C. aufmerksam zu machen, wurde ein neues Vereinswappen eingeführt und die Farbe des Heimtrikots wurde von Grün auf Weiß geändert.
Am 30. April 2017 engagierte man den Spanier Gregorio Manzano als Trainer. Im Dezember 2017 änderte der Verein seinen Namen in Guizhou Hengfeng F.C.

## Erfolge
- China League Two (Dritte Liga)

Sieger (1): 2012

## Namenschronik
- 1992–2015 Guizhou Zhicheng F.C. 贵州智诚
- 2015–2017 Guizhou Hengfeng Zhicheng F.C. 贵州恒丰智诚
- 2018–2020 Guizhou Hengfeng F.C. 贵州恒丰
- 2021– Guizhou F.C. 贵州队

## Bekannte Spieler
- Andreas Nägelein (2013)
- Mario Suárez (2017–)
- Tjaronn Chery (2017–)

## Trainerstab
| Position         | Mitarbeiter       |
| ---------------- | ----------------- |
| Cheftrainer      | Haitao Hao        |
| Assistenztrainer | Liang Wang        |
| Fitnesstrainer   | Luís Inarra Bruno |
| Torwarttrainer   | Liu Peng          |

### Trainerhistorie
- Bob Houghton (2000–2001)
- Yi Yuan (2005–2010, 2011, 2012–2013)
- Arie Schans (2013)
- Jun Zhang (2014)
- Mao Chen (2015–2016)
- Bing Li (2016–2017)
- Gregorio Manzano (2017–2018)
- Dan Petrescu (2018–2019)
- Haitao Hao (seit 2019)

Quelle: transfermarkt.de